# Can Gras (Vilobí d'Onyar)
Can Gras és una masia situada a l'est del nucli del municipi de Vilobí d'Onyar (Selva). La propietat de Can Gras està dins d'un tancat metàl·lic amb dues portes d'accés. Es tracta d'un edifici de finals del segle xvi o principis del XVII molt ben conservat i que manté la seva fesomia original. Forma part de l'Inventari del Patrimoni Arquitectònic de Catalunya.

## Descripció
La casa consta de dues plantes i golfes amb vessants a laterals i cornisa catalana. La façana principal té un portal adovellat i quatre finestres quadrangulars amb llinda monolítica i ampit motllurat, una a la planta baixa i les altres tres a la planta noble. L'obertura de les golfes la formen tres finestres corregudes d'arc de mig punt de rajol. Al costat dret hi ha un cos adossat, d'una sola planta, cobert amb una teulada amb caiguda a la façana. I a l'esquerra, hi ha unes altres dependències de treball, de datació més tardana feta amb arcs de mig punt de rajol. El parament de la façana mostra la maçoneria vista, sense arrebossar, i s'aprecia la utilització de la pedra negra procedent del volcà de la Crosa situat en el mateix terme de Vilobí. Els laterals de la construcció són arrebossats. Aquest mas existia i apareix en el capbreu de 1338, però l'edifici actual data de finals del segle xvi principis del XVII.